# 29133 Vargas
29133 Vargas è un asteroide della fascia principale. Scoperto nel 1987, presenta un'orbita caratterizzata da un semiasse maggiore pari a 2,6391546 UA e da un'eccentricità di 0,1700588, inclinata di 14,02025° rispetto all'eclittica.